# I Love Her
I Love Her (Originaltitel: ukrainisch Я її люблю, Ja jiji ljublju) ist ein ukrainischer Kurzfilm aus dem Jahr 2013. Er handelt von einer Straßenmusikerin aus Kiew, die in eine Passantin verliebt ist, sich aber nicht traut, sie anzusprechen.
Die Produktion entstand als Teil des Kinoprojekts Bechdel-Test, das den Bekanntheitsgrad verschiedener Regisseurinnen in der Ukraine erhöhen wollte. Zudem behandelte der Film indirekt einen damals verabschiedeten, sowohl national als auch international umstrittenen Gesetzesentwurf, der ein Verbot öffentlicher Darstellungen von Homosexualität im Land zum Ziel hatte.
I Love Her wurde in der Ukraine am 7. März 2014 in einem Kino in Kiew uraufgeführt. Vorher war die Produktion auf mehreren internationalen Filmfestivals zu sehen, beispielsweise den Lesbisch Schwulen Filmtagen Hamburg.

## Handlung
Die junge Straßenmusikerin Nataly aus Kiew erklärt ihrem Stoffhund Casper (ihrem einzigen Freund), sich in eine jeden Tag um 12:30 Uhr an ihrer Stelle vorbeigehende Person verliebt zu haben, ohne Näheres über sie zu wissen. Aus diesem Grund wolle sie heute ein selbstgeschriebenes, der Person gewidmetes Lied singen, sie aber nicht direkt ansprechen.
Während des Auftritts geht Natalys Schwarm wie schon früher einfach vorbei und stößt dabei versehentlich den Hut um, mit dem Nataly Geld sammelt, worauf die Handlung von Schwarzweiß in Farbe wechselt. Es stellt sich zudem heraus, dass Natalys Schwarm Anna heißt. Nachdem sie das Geld wieder eingesammelt und in den Hut gelegt hat, schreibt Anna eine Entschuldigung in ihren Terminkalender, weil sie gehörlos ist. Deswegen fragt Nataly sie schriftlich, ob sie mit ihr ausgehen will, was Anna bejaht.
Bald darauf steht Nataly wieder an derselben Stelle und singt, während die neben ihr stehende Anna lächelnd ein Schild mit der Aufschrift Ich liebe sie hochhält. Danach erklärt ein eingeblendeter Text, dass dieses Jahr (gemeint ist 2012) der Gesetzesentwurf 8711 vom Parlament bewilligt wurde. Demnach sei das Treffen der beiden Frauen illegal, während der Film selbst Homosexualität „bewerbe“.

## Produktion
Der Kurzfilm entstand als Teil des ukrainischen Kino-Projekts Bechdel-Test. Der Name ist eine Anspielung auf den gleichnamigen Test, den 1985 die Comic-Zeichnerin Alison Bechdel erfand. Mit diesem sollen stereotype Darstellungen weiblicher Figuren in Filmen erkannt werden, wobei in einer Produktion mindestens zwei Frauen miteinander über etwas anderes als Männer sprechen müssen, um den Test zu bestehen. Das Ziel des Kino-Projekts war, sowohl einheimische als auch internationale Filmemacherinnen, die tiefgründige weibliche Charaktere in ihren Produktionen in den Vordergrund stellen, einem breiten ukrainischen Publikum bekannt zu machen.
I Love Her ist der erste ukrainische Film über eine lesbische Beziehung. Der Text am Ende der Produktion, wonach der Film rechtlich gesehen für Homosexualität werbe, bezieht sich auf einen Gesetzesentwurf von 2012. Mit der Regelung sollten im Land öffentliche Diskussionen über Homosexualität, die Behandlung gleichgeschlechtlicher Beziehungen in den Medien sowie der Import, die Verbreitung und Ausstrahlung ausländischer Produktionen, die Homosexualität „fördern“, mit bis zu fünf Jahren Gefängnis oder einem Bußgeld von 5.000 Hrywnja bestraft werden. Im Oktober 2012 wurde der Entwurf im Parlament mehrheitlich angenommen, was sowohl ukrainische Menschenrechtsaktivisten als auch internationale Organisationen wie die UN oder Amnesty International scharf kritisierten. Nach einer Entscheidung der Venedig-Kommission 2013, wonach derartige Gesetze mit der Europäischen Menschenrechtskonvention unvereinbar seien, wurden 8711 und weitere ähnliche Entwürfe 2014 von der ukrainischen Regierung zurückgezogen. Der offizielle Grund hierfür war eine Klausel in den Parlaments-Regularien, laut denen Gesetzesvorlagen, die nicht mehr relevant sind, aus der Parlaments-Agenda entfernt werden können. Konkret wurden die geplanten Gesetze daher abgelehnt und standen fortan nicht mehr zur Debatte. Eine nach der Entscheidung ins Leben gerufene Online-Petition, die erneut ein Gesetz gegen „Homo-Propaganda“ forderte, wurde 2018 durch eine Ombudsfrau der Regierung gelöscht, da sie verfassungsfeindlich sei und gegen ein Antidiskriminierungs-Gesetz verstoße.

## Veröffentlichung
Uraufgeführt wurde der Film in der Ukraine zusammen mit den anderen Produktionen des Bechdel-Tests anlässlich des Weltfrauentags am 7. März 2014 im Schowten-Kino in Kiew. Für die Premiere war eine Anmeldung erforderlich, der Eintritt dafür frei. Nach der Aufführung fand im Kino zudem eine Gesprächsrunde mit der Regisseurin Kateryna Hornostaj und den Filmkritikerinnen Tamara Slobina sowie Olga Papasch statt. Ende desselben Monats wurden alle acht Filme des Bechdel-Tests bei einer ähnlichen, von der Heinrich-Böll-Stiftung mitorganisierten Veranstaltung im U-Cinema in Odessa erneut gezeigt. Anschließend gab es ebenfalls eine Podiumsdiskussion mit der Regisseurin und Kuratorin des Projekts Nadija Parfan, der Filmkritikerin Olha Sydoruschkyna und der Bürgerrechtlerin Anna Dowhopol.
Im Jahr davor war I Love Her auf mehreren internationalen Filmfestivals zu sehen. Dies waren unter anderem die Lesbisch Schwulen Filmtage Hamburg, das Internacional de Cinema Gai i Lèsbic in Barcelona, das FACE à FACE in Saint-Étienne, das Festival Internacional de Cine por los Derechos Humanos in Bogotá sowie das Lovers Film Festival in Turin.

## Fortsetzung
2017 erschien ein englischsprachiger, in Barcelona spielender Langfilm von Perelaj mit demselben Titel, der auf der Kurzproduktion basiert. Dieser wurde von der zur Generalitat de Catalunya gehörenden Barcelona Film Commission sowie den spanischen Produktionsfirmen Cosmo Films und Afilm Productions finanziert. Natalija Iwantschuk verkörperte erneut die Rolle der Nataly, während Anna mit Clare Durant umbesetzt wurde. Die Langfilmversion von I Love Her wurde unter anderem bei den Gay Film Nights in Cluj aufgeführt und ist international beim Streaming-Dienst Prime Video abrufbar.